# Calyptronotum gualberta
Calyptronotum gualberta är en fjärilsart som beskrevs av William Schaus 1928. Calyptronotum gualberta ingår i släktet Calyptronotum och familjen tandspinnare. Inga underarter finns listade i Catalogue of Life.